# Tapio Sipilä
Tapio Sipilä   (Kiiminki, 26 de novembre de 1958) és un ex-lluitador finlandès, especialista en lluita grecoromana, que va competir durant la dècada de 1980.
Durant la seva carrera esportiva va prendre part en tres edicions dels Jocs Olímpics. El 1980, als Jocs de Moscou, fou eliminat en sèries de la prova del pes lleuger del programa de lluita grecoromana. Quatre anys més tard, als Jocs de Los Angeles, guanyà la medalla de plata en la mateixa competició, mentre el 1988, als jocs de Seül, guanyà la de bronze novament en la prova del pes lleuger.
En el seu palmarès també destaquen una medalla d'or i dues de plata al Campionat del món de lluita, quatre de bronze al Campionat d'Europa de lluita i tres medalles d'or, cinc de plata i una de bronze als campionats nòrdics.